# یواس‌اس آلن (دی‌دی-۶۶)
یواس‌اس آلن (دی‌دی-۶۶) (به انگلیسی: USS Allen (DD-66)) یک کشتی بود که طول آن ۹۶٫۱ متر (۳۱۵ فوت) بود. این کشتی در سال ۱۹۱۶ ساخته شد.